# Pilsner Urquell
Эта статья о пиве. О производящей его компании см. Plzeňský Prazdroj
Pilsner Urquell (международное название по-немецки, Plzeňský Prazdroj — по-чешски) — светлое пиво низового брожения, выпускающееся с 1842 года в городе Пльзень.

## Описание
Вкус Pilsner Urquell немного тяжелее (с фруктовым оттенком, почти как у эля) и более хмелевой, чем у большинства пива стиля Пильзнер.
Основными особенностями приготовления Pilsner Urquell являются растущий только в Богемии «благородный» сорт хмеля Заац (нем. Saaz) — производное от немецкого названия города Жатец, считающийся ключевым элементом вкуса пива, мягкая вода и трёхотварочное затирание солода на открытом огне.
В результате затирания солода в заторе методом с тремя отварками, часть содержащихся в нём сухих веществ карамелизуется и не сбраживается дрожжами. Это наделяет пиво плотным, насыщенным вкусом с относительно малым содержанием алкоголя и придаёт ему характерный золотой цвет.

## История
Как утверждает название пива («Пильзнер из первоисточника»), это первое в мире пиво сорта Пильзнер, или золотое пиво. Любое другое пиво, в названии которого есть слово пильзнер, пильзенер или просто пильз, означает, что оно сделано по оригинальной технологии пива, впервые сваренного Йозефом Гроллом 5 октября 1842 года. Немецкие жители Пльзеня пригласили баварского пивовара на только что построенную городскую пивоварню Bürgerbrauerei.
В 1859 году, Bürgerbrauerei зарегистрировала торговую марку Pilsner Bier B. B. После того, как другие пивоварни стали копировать это пиво и выпускать под именем Пильзнер, в 1898 году пивоварня зарегистрировала уникальный бренд Pilsner Urquell, что в переводе с немецкого означало «оригинальный Пильзнер» или «Пильзнер из первоисточника».

## Современность
Сегодня Pilsner Urquell — один из лидирующих брендов пивоваренной компании Asahi. Разливается в бутылки по 0,5 литра и 0,33 литра, а также в алюминиевые банки по 0,5 л и кеги по 5 л.
В России Pilsner Urquell производили филиалы компаний SABMiller и Efes на заводе в Калуге с 2008 по 2017 годы. Кроме того, с 2002 по 2011 его варили в Польше.
С 2018 года чешская пивоваренная компания Plzeňský Prazdroj отозвала лицензию на производство пива Pilsner Urquell в РФ, отныне оно варится только в городе Пльзень. В пресс-службе пивоварни заявили, что полный перенос производства в Чехию связан с глобальной стратегией компании по укреплению позиций Pilsner Urquell на мировом рынке.

## Интересные факты
Для того, чтобы сохранить первозданный вкус в условиях использования современного технологического оборудования, на пивоварне производится небольшой объём пива классическим способом XIX века с открытым главным брожением в деревянных кадушках и дображиванием в деревянных бочках. Это пиво выступает эталоном, с которым пивовары сравнивают промышленные партии.
В Советский Союз пиво экспортировалось под маркой «Пльзеньский Праздрой».

## Фотогалерея
- Алюминиевая банка объёмом 0.5 литра
- Вывеска с логотипом
- Пиво Pilsner Urquell в Праге
- Автомобиль-цистерна с пивом Pilsner Urquell в Чехии
- Реклама Pilsner Urquell на Площади Крестоносцев в Праге
- Календарь Pilsner Urquell на 1906 год
- Главное брожение в деревянных кадушках для получения эталонного пива